# تاكاهيتو تشيبا
تاكاهيتو تشيبا (باليابانية: 千葉 貴仁) (مواليد 7 نوفمبر 1984)، هو لاعب كرة قدم ياباني سابق كان يلعب كمدافع.

## وصلات خارجية
- تاكاهيتو تشيبا على موقع رابطة كرة القدم اليابانية للمحترفين (اليابانية)
- تاكاهيتو تشيبا على موقع عالم كرة القدم.نت (الإنجليزية)